# Analipsi
Analipsi är en ort som ligger på Kreta. Den har omkring tusen bofasta och ligger ca 20 km från Heraklion.